# 40. pr. Kr.
◄ | 2. stoljeće pr. Kr. | 1. stoljeće pr. Kr. | 1. stoljeće | ►
◄ | 70-ih pr. Kr. | 60-ih pr. Kr. | 50-ih pr. Kr. | 40-ih pr. Kr. | 30-ih pr. Kr. | 20-ih pr. Kr. | 10-ih pr. Kr. | ►
◄◄ | ◄ | 43. pr. Kr. | 42. pr. Kr. | 41. pr. Kr. | 40 pr. Kr. | 39. pr. Kr. | 38. pr. Kr. | 37. pr. Kr. | ► | ►►
Astronomija
Godina 40. prije Krista je bila ili uobičajena godina s početkom u četvrtak, petak ili subotu ili prijestupna godina s početkom u četvrtak ili petak (veza će prikazivati puni kalendar) julijanskog kalendara (izvori se razlikuju, za daljnje informacije pogledajte grešku prijestupne godine) i uobičajena godina koja počinje u petak proleptičkog julijanskog kalendara. U to vrijeme je bila poznata kao Godina konzulata Kalvina i Polija (ili, rjeđe, godina 714. Ab urbe condita ). Oznaka 40. pr. Kr. za ovu se godinu koristi od ranosrednjovjekovnog razdoblja, kada je kalendarska era Anno Domini postala prevladavajuća metoda u Europi za imenovanje godina.

## Događaji

### Po mjestu

#### Rimska republika
- Konzuli : Gnej Domicije Kalvin i Gaj Asinije Pollio .
- Opsada Perusije: Nakon posljednjeg pokušaja razbijanja opsade, koji nije uspio; Lucije Antonije predaje se Oktavijanu. Život mu je pošteđen, ali građani su pogubljeni ili prodani u ropstvo. Fulvia bježi sa svojom djecom i biva prognana u Sicyon, gdje umire od iznenadne bolesti .
- Proljeće – Quintus Salvidienus Rufus maršira do Transalpinske Galije kako bi preuzeo zapovjedništvo nad jedanaest legija nakon smrti Quintusa Fufiusa Calenusa. Oktavijan se razvodi od Klaudije i ženi Skribonijom, sestrom Lucija Skribonija Libe i sljedbenikom Seksta .
- Svibanj – Gaj Klaudije Marcel, ugledni član obitelji Klaudije, umire. Oktavija Mlađa (stariju sestru Oktavijana) postaje udovcia. Kasnije će se udati za Marka Antonija.
- Sextus Pompey otprema Menasa s četiri legije i zauzima Sardiniju, tjerajući Oktavijanova guvernera Marcusa Luriusa. Oduzima glavni grad Caralis i zauzima Korziku. Sekst opsjeda Cosenza u Bruttium i Thurii u Lukanije, pustošeći teritorij svojim konjaništvom.
- Sekstova flota upada u luke Puteoli i Ostiju,  stanovništvo smatra Triumvire odgovornima za produljenje rata izazivajući nerede na Forumu. Oktavijan s pretorianskom gardom odlazi presresti nered i uspijeva živ pobjeći jer Antonije poziva trupe da spasi svog mlađeg kolegu.
- Ugovor iz Brundisija: Triumviri se slažu o podjeli Rimske republike u sfere utjecaja. Gaj Oktavijan sam sebi dodjeljuje naziv "Imperator Cezar " i preuzima kontrolu nad zapadnim provincijama. Marko Antonije dobiva istočne provincije; rijeka Drin, granica između provincija Ilirik i Makedonije, poslužit će im kao granica. Marko Emilije Lepid kontrolira Hispaniju i Afriku. Ugovor je zacementiran brakom Antonija i Oktavije mlađe.

### Azija
- Kvint Labijen zauzima Kilikiju i kreće s vojskom u Anadoliju. Većina gradova sepredaje bez otpora, osim Alabanda i Mylasa. Parti su vratili svoj teritorij na granice starog Ahemenidskog Carstva. Labien se proglašava maloazijskim carem Parta.

#### Egipat
- Mark Antony napušta Aleksandriju. Nakon dobivanja vijesti o ishodu u Perusiji dok je putovao za Feniciju, isplovio je za Italiju sastajući se s veleposlanicima Seksta Pompeja u Ateni.

#### Grčka
- Filozof Athenodorus, susreće duha u Ateni. Ova popularna priča jedna je od prvih poltergeističkih priča u povijesti.

#### Perzija
- Pakor uz pomoć Kvinta Labijena prelazi Eufrat i napada Siriju. Glavni grad Antiohija se predaje, a Perzijanci zauzimaju Feniciju i Judeju. Međutim, oni ne mogu opsjedati utvrđeni grad Tir, jer nemaju flotu.
- Partijanci osvajaju Jeruzalem. Hirkan II. je uklonjen s vlasti, a Antigon Hasmonejac postaje kralj Judeje pod Perzijskom vlasti. Herod Veliki bježi iz Jeruzalema u Rim. Tamo ga Marko Antonije titulira kraljem Judeje.

#### Kina
- Rječnik Ji Jiu Pian je objavljen ove godine za vrijeme dinastije Han, najranija je poznata referenca na hidraulički pokretani čekić .

## Rođenja
- Ariobarzanes II., Rimska marioneta kao Armenije († 4.)
- Kleopatra Selene († 6. ) i Aleksandar Helios (umro između 29. i 25. pr. Kr.), Blizanci Kleopatre VII i Marka Antonija

## Smrti
- Fulvija, supruga Publija Klodije Pulhera i Marka Antonija (r. 77. pr. Kr.)
- Gaj Klaudije Marcel, rimski konzul (r. 88. pr. Kr.)
- Lucije Decidius Saxa, rimski vojskovođa i namjesnik
- Phasael, princ Herodove dinastije u Judeji
- Kvint Fufij Kalen, rimski vojskovođa i konzul
- Quintus Salvidienus Rufus, rimski vojskovođa i savjetnik
- Simeon ben Shetach, farizejski učenjak i princ ( Nasi )
- Tigelij, sardinski lirski pjesnik (bliski prijatelj Julija Cezara )

## Vanjske poveznice
|  | Zajednički poslužitelj ima još gradiva o temi 40. pr. Kr. |